# Microdon ulopodus
Microdon ulopodus är en tvåvingeart som beskrevs av Hull 1944. Microdon ulopodus ingår i släktet myrblomflugor, och familjen blomflugor.
Artens utbredningsområde är Peru. Inga underarter finns listade i Catalogue of Life.